# Ferme de Chapieu
La ferme de Chapieu est une ferme abandonnée à Lanuéjols dans le département français de la Lozère.

## Situation
La ferme est située sur le causse de Mende à 1 028 m d'altitude, au lieu-dit Chapieu, qui est rattaché à la commune de Lanuéjols en Lozère.
Elle est établie à environ 1 km au nord des vestiges du château de Chapieu.

## Histoire
À l'abandon depuis plus d'une vingtaine d'années, cette ferme typique de l'architecture caussenarde est versée à l'Inventaire général du patrimoine culturel en 2004.

### Sources et références
1. ↑  Notice no IA48000394, sur la plateforme ouverte du patrimoine, base Mérimée, ministère français de la Culture